# Yves Diba Ilunga
Yves Diba Ilunga (12 de agosto de 1987) é um futebolista profissional congolês que atua como atacante.

## Carreira
Yves Diba Ilunga representou o elenco da Seleção da República Democrática do Congo de Futebol no Campeonato Africano das Nações de 2013.